# Santa Bárbara (Honduras)
Pour les articles homonymes, voir Santa Bárbara.
Santa Bárbara est une ville du Honduras et le chef-lieu du département de Santa Bárbara.